# Megalomma suspiciens
Megalomma suspiciens är en ringmaskart som först beskrevs av Ehlers 1905.  Megalomma suspiciens ingår i släktet Megalomma och familjen Sabellidae.
Artens utbredningsområde är havet kring Nya Zeeland. Inga underarter finns listade i Catalogue of Life.